# Saint-Ouen-des-Alleux
Saint-Ouen-des-Alleux (en bretó Sant-Owen-an-Alloz, en gal·ló Chiené) és un municipi francès, situat a la regió de Bretanya, al departament d'Ille i Vilaine. L'any 2006 tenia 1.170 habitants. Limita amb els municipis de Saint-Christophe-de-Valains, Le Tiercent, Saint-Hilaire-des-Landes, Saint-Marc-sur-Couesnon, Mézières-sur-Couesnon i Vieux-Vy-sur-Couesnon.

## Demografia
| 1962                                       | 1968 | 1975 | 1982 | 1990 | 1999 |
| ------------------------------------------ | ---- | ---- | ---- | ---- | ---- |
| 887                                        | 829  | 738  | 729  | 797  | 927  |
| Des de 1962: població sense dobles comptes |      |      |      |      |      |

## Administració
| Període | Identitat        | Partit |
| ------- | ---------------- | ------ |
| 2001-   | Jean Taillandier | PRG    |